# Geschützter Landschaftsbestandteil Hecke im Kressenborn
Der Geschützte Landschaftsbestandteil Hecke im Kressenborn liegt nördlich von Erlinghausen im Stadtgebiet von Marsberg. Das Gebiet wurde 2008 mit dem Landschaftsplan Marsberg durch den Kreistag des Hochsauerlandkreises als Geschützter Landschaftsbestandteil (LB) ausgewiesen. Das LB liegt im Landschaftsschutzgebiet Rotes Land.

## Beschreibung
Der Landschaftsplan führt zum LB aus: „Dieses Landschaftselement wird aus einer lückigen Hecke mit Obstbaum-„Überhältern“ gebildet, die größtenteils in einem Hohlwegerelikt entlang eines Wirtschaftsweges stockt. Im südlichen Teil geht sie in eine reine Obstbaumreihe über. Um ihre landschaftliche Wirkung noch besser zu entfalten, soll sie über die Entwicklungsmaßnahme 5.18 ergänzt, gepflegt und standörtlich gesichert werden; dabei kann am Südostende die Lindengruppe am Klokenkreuz als markanter Endpunkt dienen (s. Naturdenkmal 3 Linden (Erlinghausen)). Sollten langfristig die im Landschaftsplan gegebenen Möglichkeiten einer Erstaufforstung des östlich angrenzenden Geländes genutzt werden, wird diese Gehölzreihe bereits einen harmonischen Übergang zwischen Wald und Offenland darstellen (so lange wirkt sie im Freistand landschaftsprägend).“

## Schutzzweck
Die Ausweisung als LB erfolgte:
- Zur Erhaltung, Entwicklung oder Wiederherstellung der Leistungs- und Funktionsfähigkeit des Naturhaushaltes
- Zur Belebung, Gliederung oder Pflege des Orts- und Landschaftsbildes
- Zur Abwehr schädlicher Einwirkungen

Das LB stellt, wie die anderen LBs im Landschaftsplangebiet, einen herausragenden Lebensraum für die ökologischen Leistungsfähigkeit des Naturhaushaltes dar. Dient ferner als landschaftsgliederndes und -belebendes Element. Die Ausweisung dient der Abwehr realer oder potenzieller schädlicher Einwirkungen durch Pflanzenentnahme, Relief- oder Gewässerveränderungen usw.